# Kryštof Karel Gayer
Kryštof Karel Gayer, psán také Gaier nebo Geyer, (~1668 – 16. listopadu 1734) byl český hudební skladatel.
Bývá často zaměňován s jiným českým hudebním skladatelem Janem Nepomukem (Ondřejem, Josefem, Jakubem) Gaeyrem, (* 18. května 1746, Andělská Hora u Karlových Varů). V literatuře se vyskytuje i jméno Jan Kryštof Gayer, zpravidla je tím míněn Kryštof Karel Gayer.

## Život
O mládí Kryštofa Gayera není mnoho známo. Kolem roku 1700 se objevil jako ředitel kůru v
Kostele Narození Páně (Loreta) v Praze na Hradčanech. V roce 1705 se stal ředitelem kůru v katedrále sv. Víta na pražském hradě. Byl proslulý svou přísností a tvrdým vyžadováním kázně na kůru. Kromě své hudební činnosti pracoval i jako německý registrátor apelačního soudu v Praze.
Od počátku 18. století shromažďoval sbírku skladeb italských autorů. Podařilo se mu získat velkou sbírku hudebnin přímo z Itálie. Přivedl tak do Prahy i nové směry chrámové hudby. Pořídil jeden z prvních soupisů sbírky hudebnin svatovítské katedrály. Po skladatelově smrti koupili jeho soukromou sbírku křížovníci. Pořídili její soupis, z něhož je zjevné, že v roce 1738 sbírka obsahovala 27 Gayerových skladeb.
Syn Kryštofa Gayera, Vojtěch, se rovněž věnoval hudbě. Byl gambistou svatovítské katedrály a po smrti svého otce se ucházel o místo ředitele kůru. Ve Strahovském klášteře se dochovalo jeho moteto Pleno choro.

## Dílo
Kryštof Karel Gayer je představitelem vrcholného českého baroka. Byl skladatelem výhradně chrámové hudby. Jeho dílo bylo známé i mimo Prahu. Některé jeho skladby byly nalezeny na kůrech v Žatci, ve Slaném a v oseckém klášteře. Requiem Kryštofa Gayera zřejmě znal i Christoph Willibald Gluck, neboť téma z Dies Irae použil v předehře k opeře Ifigenie v Aulidě.
- Requiem in C minor
- Requiem in F major
- Dies irae in G minor
- Ouvertura avec les 4 parties
- Missa S Wenceslai
- Moteto k sv. Janu Nepomuckému
- Regina coeli (Královno nebes) pro pětihlasý sbor s instrumentálním doprovodem
- Te Deum pro dva sbory a instrumentální doprovod.